# جو أوليري
جو أوليري (بالإنجليزية: Joe O'Leary)‏ هو لاعب اتحاد الرغبي نيوزلندي، ولد في 29 سبتمبر 1883 في ماسترتون ‏ في نيوزيلندا، وتوفي في 12 ديسمبر 1963.